# Cymothoa liannae
Cymothoa liannae là một loài chân đều trong họ Cymothoidae. Loài này được Sartor & Pires miêu tả khoa học năm 1988.